# コトノハ (浅岡雄也のアルバム)
「コトノハ」は、浅岡雄也の2枚目のオリジナル・アルバム。

## 収録曲
1. MY GRADUATION
作詞：浅岡雄也、Karin　作曲：渡辺和紀　編曲：久米康隆
2. 若葉の季節
作詞：浅岡雄也、Karin　作曲：浅岡雄也　編曲：久米康隆
3. 翌檜
作詞：浅岡雄也+Karin　作曲：渡辺和紀　編曲：高橋大樹
  - 「あすなろ」と読む。
4. Emotion 〜Remix〜
作詞：浅岡雄也　作曲：浅岡雄也　編曲：浅岡雄也、藤井理央
5. 風待
作詞：浅岡雄也、Karin　作曲：浅岡雄也　編曲：久米康隆
  - 「かぜまち」と読む。
6. 夏が過ぎたら
作詞：浅岡雄也　作曲：浅岡雄也　編曲：高橋大樹
7. らびゅう
作詞：浅岡雄也　作曲：浅岡雄也　編曲：高橋大樹
8. 泡沫
作詞：浅岡雄也、Karin　作曲：浅岡雄也　編曲：久米康隆
  - 「うたかた」と読む。
9. いとしきもの
作詞：浅岡雄也、Karin　作曲：浅岡雄也　編曲：久米康隆
10. コトノハ
作詞：浅岡雄也　作曲：浅岡雄也　編曲：浅岡雄也
11. Life goes on 〜uyax ver.〜
作詞：浅岡雄也　作曲：Eddy Blues　編曲：沢崎公一
  - ボーナス・トラックとされている。1stシングルのA面曲を新録したもので、その際歌詞の一部が変更されている。